# John Marshall (Politiker, 1856)

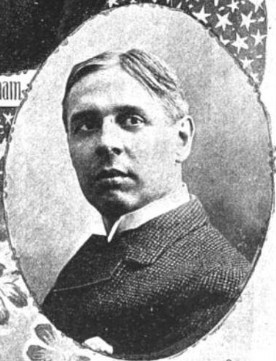
John Marshall, vor 1901

John Marshall (* 24. Mai 1856 in Louisville, Kentucky; † 19. August 1922 in Anchorage, Kentucky) war ein US-amerikanischer Politiker. In den Jahren 1899 und 1900 war er Vizegouverneur des Bundesstaates Kentucky.

## Werdegang
John Marshall besuchte die öffentlichen Schulen seiner Heimat und dann das Centre College in Danville. Für kurze Zeit studierte er an der Harvard University Jura. Durch die Erkrankung seines Vaters musste er dieses Studium aber aufgeben. Nach einem anschließenden Jurastudium an der University of Louisville und seiner 1879 erfolgten Zulassung als Rechtsanwalt begann er in diesem Beruf zu arbeiten. Politisch wurde er Mitglied der Republikanischen Partei.
1899 wurde Marshall an der Seite von William S. Taylor zum Vizegouverneur von Kentucky gewählt. Dieses Amt bekleidete er zwischen dem 12. Dezember 1899 und dem 31. Januar 1900. Dabei war er Stellvertreter des Gouverneurs und Vorsitzender des Staatssenats. Da die Wahlen umstritten waren, kam es in den folgenden Monaten zu Tumulten und sogar zu einem politischen Mord an dem demokratischen Gouverneurskandidaten William Goebel. Schließlich entschied ein Gericht kurz nach der Ermordung Goebels, dass dieser zusammen mit seinem Kandidaten für das Amt des Vizegouverneurs, J. C. W. Beckham, die Wahlen gewonnen hatte. Damit verloren Taylor und Marshall ihre Posten. Beckham stieg zum neuen Gouverneur auf; das Amt des Vizegouverneurs blieb bis 1903 unbesetzt.
Nach dem Ende seiner Zeit als Vizegouverneur praktizierte John Marshall wieder als Anwalt. Im Jahr 1914 zog er sich in den Ruhestand zurück. Er starb am 19. August 1922 in Anchorage.